# Атмосферные осадки

Средние помесячные осадки во всем мире

Атмосфе́рные оса́дки, ср. гидрометеоры — атмосферные явления, связанные с присутствием в атмосфере воды в жидком или твёрдом состоянии, выпадающей из облаков или осаждающейся из воздуха на земную поверхность и какие-либо предметы. Механизм образования осадков в облаках сформулировал Тур Бержерон в 1933 году.
Различают:
- обложны́е осадки, связанные преимущественно с тёплыми фронтами;
- ливневые осадки, связанные преимущественно с холодными фронтами.

Осадки измеряются толщиной слоя выпавшей воды в миллиметрах. В среднем на земном шаре выпадает около 1000 мм осадков в год, а в пустынях и в высоких широтах — менее 250 мм в год.
На метеорологических станциях измерение количества осадков производится осадкомерами (до 1950-х годов использовались дождемеры), а интенсивность жидких осадков измеряется плювиографами. Для больших площадей интенсивность осадков оценивается приближённо с помощью метеорологических радиолокаторов.
Осадки — одно из звеньев влагооборота на Земле.
Многолетнее, среднемесячное, сезонное, годовое количество осадков, их распределение по земной поверхности, годовой и суточный ход, повторяемость, интенсивность являются определяющими характеристиками климата, имеющими существенное значение для сельского хозяйства и многих других отраслей народного хозяйства.

Конденсация и испарение — важные элементы круговорота воды в природе

## Классификация осадков

### Осадки, выпадающие на земную поверхность

#### Обложные осадки
Характеризуются монотонностью выпадения без значительных колебаний интенсивности. Начинаются и прекращаются постепенно. Длительность непрерывного выпадения составляет обычно несколько часов (а иногда 1—2 суток), но в отдельных случаях слабые осадки могут длиться полчаса-час. Выпадают обычно из слоисто-дождевых или высоко-слоистых облаков; при этом в большинстве случаев облачность сплошная (10 баллов) и лишь изредка значительная (7—9 баллов, — обычно в начале или конце периода выпадения осадков). Иногда слабые кратковременные (полчаса-час) обложные осадки отмечаются из слоистых, слоисто-кучевых, высоко-кучевых облаков, при этом количество облаков составляет 7—10 баллов. В морозную погоду (температура воздуха ниже −10…−15°) слабый снег может выпадать из малооблачного неба.
Дождь — жидкие осадки в виде капель диаметром от 0,5 до 5 мм. Отдельные капли дождя оставляют на поверхности воды след в виде расходящегося круга, а на поверхности сухих предметов — в виде мокрого пятна.
Переохлаждённый дождь — жидкие осадки в виде капель диаметром от 0,5 до 5 мм, выпадающие при отрицательной температуре воздуха (чаще всего 0…−10°, иногда до −15°) — падая на предметы, капли смерзаются и образуется гололёд.
Ледяной дождь — твёрдые осадки, выпадающие при отрицательной температуре воздуха (чаще всего 0…−10°, иногда до −15°) в виде твёрдых прозрачных шариков льда диаметром 1—3 мм. Внутри шариков находится незамёрзшая вода — падая на предметы, шарики разбиваются на скорлупки, вода вытекает и образуется гололёд.
Снег — твёрдые осадки, выпадающие (чаще всего при отрицательной температуре воздуха) в виде снежных кристаллов (снежинок) или хлопьев. При слабом снеге горизонтальная видимость (если нет других явлений — дымки, тумана и т. п.) составляет 4—10 км, при умеренном 1—3 км, при сильном снеге — менее 1000 м (при этом усиление снегопада происходит постепенно, так что значения видимости 1—2 км и менее наблюдаются не ранее чем через час после начала снегопада). В морозную погоду (температура воздуха ниже −10…−15°) слабый снег может выпадать из малооблачного неба.
Отдельно отмечается явление мокрый снег — смешанные осадки, выпадающие при положительной температуре воздуха в виде хлопьев тающего снега.
Дождь со снегом — смешанные осадки, выпадающие (чаще всего при положительной температуре воздуха) в виде смеси капель и снежинок. Если дождь со снегом выпадает при отрицательной температуре воздуха, частицы осадков намерзают на предметы и образуется гололёд.

#### Моросящие осадки
Характеризуются небольшой интенсивностью, монотонностью выпадения без изменения интенсивности; начинаются и прекращаются постепенно. Длительность непрерывного выпадения составляет обычно несколько часов (а иногда 1—2 суток). Выпадают из слоистых облаков или тумана; при этом в большинстве случаев облачность сплошная (10 баллов) и лишь изредка значительная (7—9 баллов, — обычно в начале или конце периода выпадения осадков). Часто сопровождаются ухудшением видимости (дымка, туман).
Морось — жидкие осадки в виде очень мелких капель (диаметром менее 0,5 мм), как бы парящих в воздухе. Сухая поверхность намокает медленно и равномерно. Осаждаясь на поверхность воды́ не образует на ней расходящихся кругов.
Переохлаждённая морось — жидкие осадки в виде очень мелких капель (диаметром менее 0,5 мм), как бы парящих в воздухе, выпадающие при отрицательной температуре воздуха (чаще всего 0…−10°, иногда до −15°) — оседая на предметы, капли смерзаются и образуется гололёд.
Снежные зёрна — твёрдые осадки в виде мелких непрозрачных белых частиц (палочек, крупинок, зёрен) диаметром менее 2 мм, выпадающие при отрицательной температуре воздуха.

#### Ливневые осадки
Характеризуются внезапностью начала и конца выпадения, резким изменением интенсивности. Длительность непрерывного выпадения составляет обычно от нескольких минут до 1—2 часов (иногда несколько часов, в тропиках — до 1—2 суток). Часто сопровождаются грозой и кратковременным усилением ветра (шквалом).
Выпадают из кучево-дождевых облаков, при этом количество облаков может быть как значительным (7—10 баллов), так и небольшим (4—6 баллов, а в ряде случаев даже 2—3 балла). Главным признаком осадков ливневого характера является не их высокая интенсивность (ливневые осадки могут быть и слабыми), а именно сам факт выпадения из конвективных (чаще всего кучево-дождевых) облаков, что и определяет колебания интенсивности осадков.
В жаркую погоду слабый ливневой дождь может выпадать из мощно-кучевых облаков, а иногда (очень слабый ливневой дождь) — даже из средних кучевых облаков.
Ливневый дождь — дождь ливневого характера.
Ливневый снег — снег ливневого характера. Характеризуется резкими колебаниями горизонтальной видимости от 6—10 км до 2—4 км (а порой до 500—1000 м, в ряде случаев даже 100—200 м) в течение периода времени от нескольких минут до получаса (снежные «заряды»).
Ливневый дождь со снегом — смешанные осадки ливневого характера, выпадающие (чаще всего при положительной температуре воздуха) в виде смеси капель и снежинок. Если ливневой дождь со снегом выпадает при отрицательной температуре воздуха, частицы осадков намерзают на предметы и образуется гололёд.
Снежная крупа — твёрдые осадки ливневого характера, выпадающие при температуре воздуха около нуля градусов и имеющие вид непрозрачных белых крупинок диаметром 2—5 мм; крупинки хрупкие, легко раздавливаются пальцами. Часто выпадает перед ливневым снегом или одновременно с ним.
Ледяная крупа — твёрдые осадки ливневого характера, выпадающие при температуре воздуха от −5 до +10° в виде прозрачных (или полупрозрачных) ледяных крупинок диаметром 1—3 мм; в центре крупинок — непрозрачное ядро. Крупинки достаточно твёрдые (раздавливаются пальцами с некоторым усилием), при падении на твёрдую поверхность отскакивают.
В ряде случаев крупинки могут быть покрыты водяной плёнкой (или выпадать вместе с капельками воды), и если температура воздуха ниже нуля градусов, то падая на предметы, крупинки смерзаются и образуется гололёд.
Град — твёрдые осадки, выпадающие в тёплое время года (при температуре воздуха выше +10°) в виде кусочков льда различной формы и размеров: обычно диаметр градин составляет 2—5 мм, но в ряде случаев отдельные градины достигают размеров голубиного и даже куриного яйца (тогда град наносит значительные повреждения растительности, поверхностей автомобилей, разбивает оконные стёкла и т. д.). Продолжительность града обычно невелика — от 1—2 до 10—20 минут.
В большинстве случаев град сопровождается ливневым дождём и грозой.

#### Неклассифицированные осадки
Ледяные иглы — твёрдые осадки в виде мельчайших ледяных кристаллов, парящих в воздухе, образующиеся в морозную погоду (температура воздуха ниже −10…−15°). Днём сверкают в свете лучей солнца, ночью — в лучах луны или при свете фонарей. Часто ледяные иглы образуют в ночное время красивые светящиеся «столбы», идущие от фонарей вверх в небо.
Наблюдаются чаще всего при ясном или малооблачном небе, иногда выпадают из перисто-слоистых или перистых облаков.

#### Осадки, образующиеся на поверхности земли и на предметах
Роса — капельки воды, образующиеся на поверхности земли, растениях, предметах, крышах зданий и автомобилей в результате конденсации содержащегося в воздухе водяного пара при положительной температуре воздуха и почвы, малооблачном небе и слабом ветре. Чаще всего наблюдается в ночные и ранние утренние часы, может сопровождаться дымкой или туманом. Обильная роса может вызвать измеримое количество осадков (до 0,5 мм за ночь), стекание на землю воды с крыш.
Иней — белый кристаллический осадок, образующийся на поверхности земли, траве, предметах, крышах зданий и автомобилей, снежном покрове в результате десублимации содержащегося в воздухе водяного пара при отрицательной температуре почвы, малооблачном небе и слабом ветре. Наблюдается в вечерние, ночные и утренние часы, может сопровождаться дымкой или туманом. По сути дела это аналог росы, образующийся при отрицательной температуре.
На ветках деревьев, проводах иней отлагается слабо (в отличие от изморози) — на проводе гололёдного станка (диаметр 5 мм) толщина отложения инея не превышает 3 мм.
Кристаллическая изморозь — белый кристаллический осадок, состоящий из мелких тонкоструктурных блестящих частиц льда, образующийся в результате десублимации содержащегося в воздухе водяного пара на ветвях деревьев и проводах в виде пушистых гирлянд (легко осыпающихся при встряхивании). Наблюдается в малооблачную (ясно, или облака верхнего и среднего яруса, или разорванно-слоистые) морозную погоду (температура воздуха ниже −10…−15°), при дымке или тумане (а иногда и без них) при слабом ветре или штиле.
Отложение изморози происходит, как правило, в течение нескольких часов ночью, днём она постепенно осыпается под воздействием солнечных лучей, однако в облачную погоду и в тени может сохраняться в течение всего дня.
На поверхности предметов, крышах зданий и автомобилей изморозь отлагается очень слабо (в отличие от инея). Впрочем, часто изморозь сопровождается инеем.
Зернистая изморозь — белый рыхлый снеговидный осадок, образующийся в результате оседания мелких капелек переохлаждённого тумана на ветвях деревьев и проводах в облачную туманную погоду (в любое время суток) при температуре воздуха от нуля до −10° и умеренном или сильном ветре. При укрупнении капель тумана может перейти в гололёд, а при понижении температуры воздуха в сочетании с ослаблением ветра и уменьшением количества облачности в ночное время — в кристаллическую изморозь.
Нарастание зернистой изморози продолжается столько, сколько длится туман и ветер (обычно несколько часов, а иногда и несколько суток). Сохранение отложившейся зернистой изморози может продолжаться несколько суток.
Гололёд — слой плотного стекловидного льда (гладкого или слегка бугристого), образующийся на растениях, проводах, предметах, поверхности земли в результате намерзания частиц осадков (переохлаждённой мороси, переохлаждённого дождя, ледяного дождя, ледяной крупы, иногда дождя со снегом) при соприкосновении с поверхностью, имеющей отрицательную температуру. Наблюдается при температуре воздуха чаще всего от нуля до −10° (иногда до −15°), а при резком потеплении (когда земля и предметы ещё сохраняют отрицательную температуру) — при температуре воздуха 0…+3°. Сильно затрудняет передвижение людей, животных, транспорта, может приводить к обрывам проводов и обламыванию ветвей деревьев (а иногда и к массовому падению деревьев и мачт линий электропередач).
Нарастание гололёда продолжается столько, сколько длятся переохлаждённые осадки (обычно несколько часов, а иногда при мороси и тумане — несколько суток). Сохранение отложившегося гололёда может продолжаться несколько суток.
Гололедица — слой бугристого льда или обледеневшего снега, образующийся на поверхности земли вследствие замерзания талой воды, когда после оттепели происходит понижение температуры воздуха и почвы (переход к отрицательным значениям температуры).
В отличие от гололёда, гололедица наблюдается только на земной поверхности, чаще всего на дорогах, тротуарах и тропинках. Сохранение образовавшейся гололедицы может продолжаться много дней подряд, пока она не будет покрыта сверху свежевыпавшим снежным покровом или не растает полностью в результате интенсивного повышения температуры воздуха и почвы.